# 차구차구
차구차구는 애니파크에서 제작하여 서비스 종료된 대한민국의 온라인 축구 게임이다.

## 팀 목록

### 라이센스 팀

#### 대한민국
- 강원 FC
- 경남 FC
- 광주 FC
- 광주 상무
- 대구 FC
- 대전 시티즌
- 부산 아이파크
- 부천 SK
- 상주 상무
- FC 서울
- 성남 일화 천마
- 수원 삼성 블루윙즈
- 울산 현대
- 인천 유나이티드
- 전남 드래곤즈
- 전북 현대 모터스
- 제주 유나이티드
- 포항 스틸러스

### 비라이센스 팀

#### 잉글랜드
- 맨데빌: 맨체스터 유나이티드
- 맨앤젤: 맨체스터 시티
- 런던크루저: 아스널
- 아이스라이언: 첼시
- 파이어버드: 리버풀
- 애니파크: 퀸즈 파크 레인저스
- 웨일즈시티: 스완지 시티
- 너츠레인저: 볼턴 원더러스

#### 스페인
- 카탈루냐킹: FC 바르셀로나
- 퀸마드리드: 레알 마드리드 CF
- 뱃나이트: 발렌시아 CF
- AT마타도르: 아틀레티코 마드리드

#### 이탈리
- 토리노제브라: 유벤투스 FC
- 에이스밀라노: AC 밀란
- 와이번밀라노: FC 인테르나치오날레 밀라노
- 울프로마: AS 로마

#### 기타 유럽
- 레드베어: FC 바이에른 뮌헨
- 옐로호넷: 보루시아 도르트문트
- 리옹릴리: 올랭피크 리옹
- 마르세유로즈: 올랭피크 드 마르세유
- 나이트호벤: PSV 에인트호번
- FC사파이어: FC 포르투
- 블루네이비: FC 제니트 상트페테르부르크
- 파리 아이리스: 파리 생제르맹 FC

## 인물 목록
2005년부터 2011년까지의 선수와 코칭 스태프가 포함되어있다. 다만, 박지성과 기성용은 2013년 선수 카드가 존재한다.

### 비실명 선수
| - 강동현: 강기원 - 강영민: 강정훈 - 강지웅: 강용 - 고수현: 고범수 - 고준용: 고병운 - 고태경: 고봉현 - 공자형: 공오균 - 구세진: 구현서 - 곽현기: 곽태휘 - 권병권: 권찬수 - 권정무: 권정혁 - 김건찬: 김수형 - 김경수: 김학철 - 김경훈: - 김기택: - 김도윤: 김병채 - 김동훈: 김영선 - 김두리: 김동진 - 김대수: 김종현 - 김문근: 김주영 - 김민성: 김길식 - 김민수: 김인호 - 김민우: 김성근 - 김병학: 김윤식 - 김병호: 김성민 - 김상영: 김성준 - 김선영: 김홍철 - 김선형: 김상기 - 김성환: 김종철 - 김세현: 김연건 - 김시준: - 김용한: 김영근 - 김웅희: 김한원 - 김인건: 김성길 - 김인규: 김유진 - 김인영: 김태진 - 김일수: 김대의 - 김일주: 김종천 - 김정빈: 김호유 - 김정섭: 김기홍 - 김정일: 김정겸 - 김재현: 김태영 - 김제훈: 김지혁 - 김종호: 김진식 - 김주용: 김해운 - 김진수: 김재형 - 김진영: 김기형 - 김찬호: 김현수 - 김학준: 김도균 - 김현기: - 김현목: 김요환 - 김형범: 김영철 - 김형태: 김형호 - 김효성: 김용희 - 김희유: 김효준 - 나상원: 나광현 - 나재훈: 나희근 - 남주석: 남기일 - 남현충: 남익경 - 노도영: 노정윤 - 도광회: 도재준 - 문장기: 문주원 - 민정식: 민영기 - 박기문: 박천신 - 박길순: 박종우 - 박동녘: 박정환 - 박동영: 박재홍 - 박대빈: 박주성 - 박상광: 박동석 - 박성민: 박성철 - 박성찬: 박병규 - 박성철: 박기욱 - 박성훈: 박재용 | - 박세리: 박준홍 - 박시녕: 박요셉 - 박신호: 박혁순 - 박우영: - 박우현: - 박전호: 박충균 - 박정수: 박진이 - 박종찬: - 박종혁: 박민근 - 박준영: 박기필 - 박준혁: 박정혜 - 박재현: 박윤화 - 박지만: 박지용 - 박춘호: 박동혁 - 박태훈: 박래철 - 박한욱: 박규선 - 박혁승: 박재현 - 변민규: 변재섭 - 변희창: 변성환 - 백동성: 백진철 - 백승경: 백승민 - 서국창: 서기복 - 서민수: 서덕규 - 서성현: 서관수 - 성유신: 성경일 - 성형서: 성경모 - 손규보: 손대호 - 송동규: 송근수 - 송순영: 송진형 - 송진영: 송정현 - 송진우: 송종국 - 송진혁: 송정우 - 송철민: 송정우 - 신석준: 신승호 - 신영규: 신승경 - 신영철: - 신철수: 신대경 - 신현석: 신동근 - 신형준: 신병호 - 안건식: 안정환 - 안길우: 안성훈 - 안치환: 안성민 - 안홍규: 안효연 - 양대광: 양현정 - 어사또: 어경준 - 여현재: 여효진 - 염준혁: 염동균 - 오정은: 오철석 - 온태환: 온병훈 - 우병국: 우성용 - 유두원: 유상수 - 유현준: 유현구 - 윤남재: 윤정춘 - 윤종섭: 윤정환 - 윤제희: 윤여산 - 이건희: 이창원 - 이경민: 이호 - 이경재: 박성배 - 이경호: 이민성 - 이경훈: 이상덕 - 이동기: 이규철 - 이동성: 이관우 - 이대영: 이정수 - 이대윤: 이종민 - 이대원: 이승렬 - 이명국: 이경수 - 이병선: 이용발 - 이상민: 이영수 - 이상순: 이재성 - 이상인: 이정효 - 이석호: 이원식 - 이성곤: 이주상 - 이성진: 이세주 | - 이승호: 이상헌 - 이용필: 이광석 - 이욱평: 이문선 - 이윤극: 이윤섭 - 이원현: 이성운 - 이은택: 이훈 - 이정우: 이용승 - 이정조: 이태우 - 이정환: 이장관 - 이종묵: 이강진 - 이종현: 이동명 - 이주용: 이세인 - 이진우: 이동근 - 이창희: 이상일 - 이철주: 이여성 - 이한: 이용 - 이형종: 이응제 - 이환: 이천수 - 임윤재: 임현우 - 임연준: 임영주 - 장건우: 장현규 - 장경철: 장경진 - 장병호: 장남석 - 장상진: 장우창 - 장시영: 장동혁 - 장용석: 장상원 - 장해준: 장지현 - 장혜조: 장철우 - 전광: 전광진 - 전기수: 전상대 - 전상욱: - 전재윤: 전재운 - 전형진: - 정경환: 정종관 - 정문석: 정광민 - 정태균: 정윤성 - 정현석: 정수종 - 정현준: 정유석 - 정호성: 정홍연 - 조광욱: 조재진 - 조금석: 조형익 - 조승민: 조세권 - 조오영: 조용형 - 조종범: 조재현 - 조종훈: - 조치원: 조병국 - 조태원: 조성환 - 조태희: 조원희 - 조혁진: 조현두 - 주병호: 주광윤 - 주종빈: 주승진 - 진근순: 진순진 - 진민준: 진민호 - 차훈: 차철호 - 최기섭: 최영훈 - 최성훈: 최거룩 - 최세호: 최한욱 - 최승규: 최성현 - 최승민: 최근식 - 최정현: 최철우 - 최재영: - 최진석: 최성용 - 최진욱: 최종혁 - 최연웅: 최윤열 - 최현: - 최현재: 최성국 - 한시홍: 한동원 - 한용철: 한병용 - 한철웅: 한정화 - 황용진: 황지수 - 황재현: 황지윤 - 황종수: 황연석 |  |

### 비실명 감독
| - 김성곤: 김판곤 - 김성한: 김귀화 - 김수현: 김호 - 김인표: 김정남 - 김혁진: 김태완 - 박종혁: 박창현 - 박태진: 박종환 - 변대성: 변병주 - 왕진혁: 왕선재 | - 이순택: 이장수 - 이영수: 이수철 - 이정진: 이영진 - 이호찬: 이강조 - 장정근: 장외룡 - 정기헌: 정해성 - 정현진: 박이천 - 조동훈: 조광래 - 조요한: 조진호 | - 조인국: 조윤환 - 차정우: 차범근 - 최광진: 김상호 - 최민구: 최강희 - 최세환: 최순호 - 최현욱: 최윤겸 - 허유성: 허정무 - 황인중: 황보관 - 황종수: 황연석 |  |

## 경기장 목록
- 서울월드컵경기장
- 수원월드컵경기장
- 울산문수축구경기장
- 전주월드컵경기장
- 제주월드컵경기장
- 부산아시아드주경기장
- 광주월드컵경기장
- 대구월드컵경기장
- 대전월드컵경기장
- 독도돔경기장 (가상 경기장)

## 같이 보기
- 아스타를 향해 차구차구 : 이 게임의 내용을 바탕으로 각색한 텔레비전 애니메이션.
- FIFA 온라인 3
- 위닝일레븐 온라인
- 프리스타일 풋볼
- 마구마구